# Месснер, Александр Яковлевич
Александр Яковлевич Месснер (8 февраля 1874 — 9 декабря 1919) — русский генерал-майор, участник Белого движения.

## Биография
Евангелическо-лютеранского вероисповедания.
- Окончил Одесское реальное училище.
- 26 сентября 1892 — Поступил на военную службу.
- 1894 — Окончил военно-училищный курс Киевского пехотного юнкерского училища. Выпущен подпоручиком в 57-й пехотный Модлинский полк.
- 7 августа 1897 — Поручик.
- 1900 — Окончил Николаевскую академию Генерального штаба по 1-му разряду. Назначен состоять при Киевском военном округе.
- 6 мая 1900 — Штабс-капитан.
- 26 ноября 1900 — Старший адъютант штаба 11-й пехотной дивизии.
- 18 января 1901 — Старший адъютант штаба 13-й пехотной дивизии.
- 14 апреля 1902 — капитан.
- 14 мая 1903 — Старший адъютант штаба VIII армейского корпуса.
- 16 октября 1903 — Цензовое командование ротой в 50-м пехотном Белостокском полку.
- 16 июля 1904 — Помощник начальника этапного отдела окружного управления военных сообщений Манчжурских армий.
- 20 декабря 1904 — И. д. штаб-офицера для поручений при штабе Приамурского военного округа.
- 17 апреля 1905 — Подполковник.
- 17 апреля 1905 — Штаб-офицер для поручений при штабе Приамурского военного округа.
- 6 января 1906 — Старший адъютант штаба Туркестанского военного округа.
- 11 декабря 1908 — Заведывающий передвижениями войск Туркестанского района.
- 6 декабря 1909 — Полковник.
- 17 мая-18 сентября 1911 — Цензовое командование батальоном в 60-м пехотном Замосцском полку.
- 3 сентября 1912 — Заведывающий передвижениями войск Финляндского района.
- 5 мая-6 июля 1913 — Прикомандирован к артиллерии.
- 6 марта 1915 — Командир 8-го гренадерского Московского полка.
- 25 июня 1916 — Генерал-майор.
- 20 декабря 1916 — Помощник начальника военных сообщений армий Румынского фронта.
- 1918 — Вступил в гетманскую армию
- 17 августа 1918 — Заведующий передвижением войск Одесского района.
- 1919 — Вступил в Добровольческую армию.
- Начало 1919 — Занимался вербовкой офицеров в Одессе.
- 15 января 1919 — Заведующий передвижением войск Одесского района.
- Весна 1919 — Заведующий Новороссийским железнодорожным узлом
- В резерве чинов при штабе Главнокомандующего ВСЮР.
- 18 августа 1919 — Начальник ВОСО Добровольческой армии.

Умер в Ростове.

## Отличия
- Орден Святого Станислава III степени (1902)
- Орден Святой Анны III степени (1905)
- Орден Святого Станислава II степени (1908)
- Орден Святой Анны II степени (06.12.1912).
- Георгиевское оружие (ВП 10.11.1915)

## Семейные связи
Племянник — Евгений Эдуардович Месснер — офицер Русской императорской армии, видный военный теоретик русского зарубежья.